# Tempesta Drac

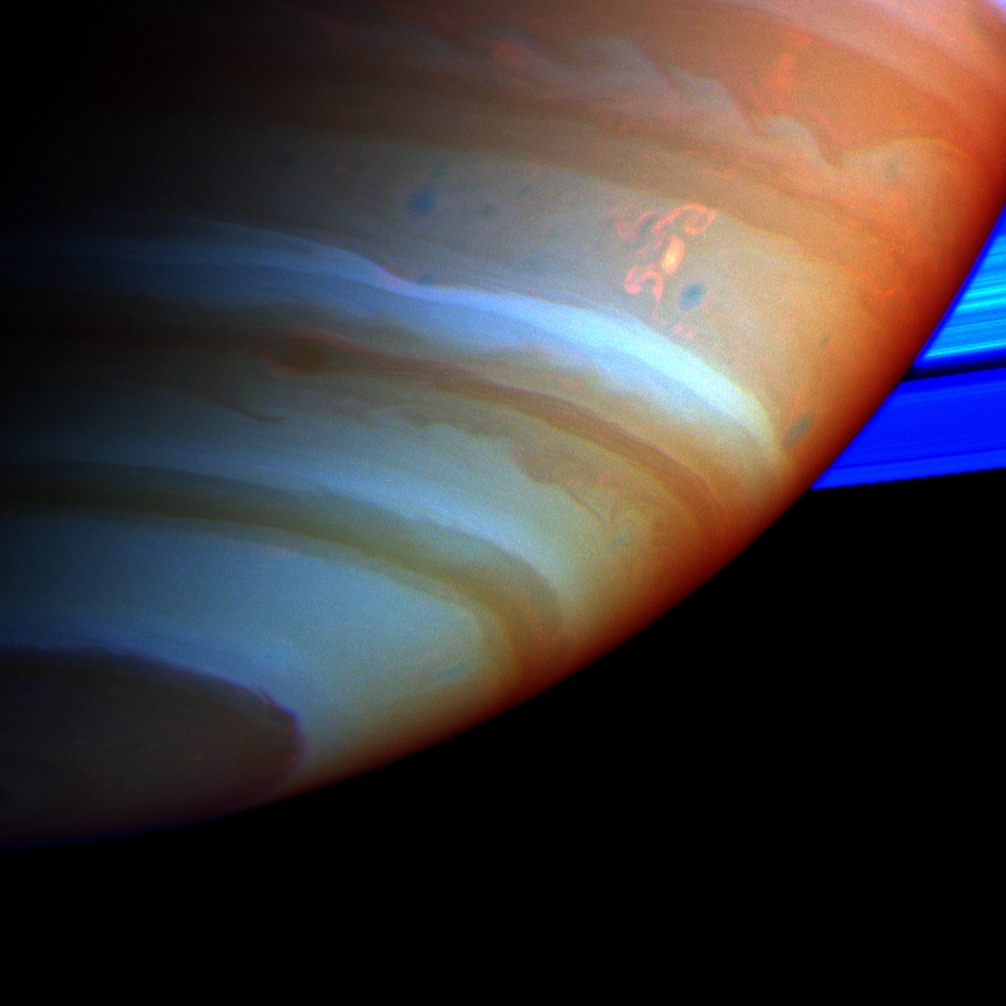
Tempesta Drac

La tempesta Drac (anomenada així el setembre del 2004 a causa de la seva forma inusual) és una tempesta convectiva de l'hemisferi sud de Saturn. Sembla que té una vida llarga. És una font potent d'emissions de ràdio.